# ترزگه (بازیکن فوتبال مصری)
محمود ابراهیم حسن (زادهٔ ۱ اکتبر ۱۹۹۴) که عموماً با نام ترزگه شناخته می‌شود، بازیکن فوتبال اهل مصر است.

## باشگاهی
از باشگاه‌هایی که در آن بازی کرده‌است می‌توان به الاهلی، اندرلشت، قاسم‌پاشا و استون ویلا اشاره کرد.

## تیم ملی
وی همچنین در تیم ملی فوتبال مصر بازی کرده‌است.